# ولاية غيريرو
غيريرو (بالإسبانية: Guerrero)، واسمها رسميا ولاية غيريرو الحرة وذات السيادة (بالإسبانية: Estado Libre y Soberano de Guerrero)، هي إحدى ولايات المكسيك الواحدة والثلاثين. وهي مقسمة إلى 81 بلدية وعاصمتها هي مدينة تشيلبانسينغو وأكبر مدنها هي أكابولكو.
تقع الولاية في جنوب غربي المكسيك. وتحدها ولايات ميتشواكان إلى الشمال والغرب ومكسيكو وموريلوس في الشمال، وبويبلا إلى الشمال الشرقي وأواكساكا إلى الشرق.
سميت الولاية على فيسنتي غيريرو، أحد أبرز قادة حرب الاستقلال المكسيكية والرئيس الثاني للمكسيك. وهي الولاية المكسيكية الوحيدة التي سميت على رئيس. لم يتم تأسيس الكيان الحديث حتى عام 1849، عندما تم تشكيلها من أراضي ولايات مكسيكو وبويبلا وميشواكان.
وتشمل أكبر المدن في الولاية، بالإضافة إلى العاصمة، مدينة أكابولكو، بيتاتلان، سيوداد ألتاميرانو، تاكسكو، إغوالا، اكستابا، زيواتانيخو، سانتو دومينغو. واليوم فهي موطن لعدد من المجتمعات الأصلية، بما في ذلك الناوا، ميكستيك، أموزغو. كما أنها موطن لمجتمعات الأفارقة المكسيكيين في منطقة كوستا تشيكا.
تتكون الولاية جغرافيا من جبال وعرة مع مناطق مسطحة تقتصر على هضاب صغيرة والساحل. ويعد الشريط الساحلي ذا أهمية اقتصادية للمنطقة، حيث كان ميناء أكابولكو مهما في منطقة الاستعمارية وما بعد الاستقلال، واليوم يعد مقصدا مهما للسياح. السياحة هي أهم المحركات الاقتصادية في الولاية، والسياحة في أكابولكو تعتبر مهمة لاقتصاد البلاد ككل. ومع ذلك، فإن مصادر العمل الأخرى نادرة في الولاية، ما جعل الولاية تتصدر قائمة مواطن العمال المهاجرين إلى الولايات المتحدة.

## أعلام
- خوليو سيزار أغيري منديز
- بيلي بوي
- كارلوس سانشيز باريوس
- روبين أغيري بونس
- ماركو ماتياس
- خوان سيباستيان